# 圣地亚哥-蓬托内斯
圣地亚哥-蓬托内斯是西班牙安达卢西亚自治区哈恩省的一个市镇。总面积683平方公里，总人口4267人（2001年），人口密度6人/平方公里。